# Valeriana rumicoides
Valeriana rumicoides är en kaprifolväxtart som beskrevs av Hugh Algernon Weddell. Valeriana rumicoides ingår i släktet vänderötter, och familjen kaprifolväxter. Inga underarter finns listade i Catalogue of Life.